# Dongguan
Dongguan este un oraș din provincia Guangdong, China. 